# Wereldkampioenschappen openwaterzwemmen 1998
Openwaterzwemmen is een van de vijf sporten die deel uitmaakte van de Wereldkampioenschappen zwemsporten 1998, de andere sporten waren Zwemmen, Schoonspringen, Synchroonzwemmen en Waterpolo. De wedstrijden vonden plaats van 8 tot en met 17 januari 1998 in Perth, Australië. De 5 kilometer voor mannen en vrouwen stond voor het eerst op het programma.

## Medaillespiegel
| Plaats | Land             | Goud | Zilver | Brons | Totaal |
| 1      | Rusland          | 2    | 0      | 0     | 2      |
| 1      | Verenigde Staten | 2    | 0      | 0     | 2      |
| 3      | Duitsland        | 0    | 1      | 1     | 2      |
| 3      | Nederland        | 0    | 1      | 1     | 2      |
| 5      | Australië        | 0    | 1      | 0     | 1      |
| 5      | Spanje           | 0    | 1      | 0     | 1      |
| 7      | Argentinië       | 0    | 0      | 1     | 1      |
| 7      | Italië           | 0    | 0      | 1     | 1      |
| Totaal | Totaal           | 4    | 4      | 4     | 12     |

## Podia

### Mannen
| Afstand:     | Goud:                   | Tijd    | Zilver:            | Tijd    | Brons:                      | Tijd    |
| 5 kilometer  | Aleksey Akatyev Rusland | 55.18   | Ky Hurst Australië | 55.24   | Luca Baldini Italië         | 55.37   |
| 25 kilometer | Aleksey Akatyev Rusland | 5:05.42 | David Meca Spanje  | 5:07.22 | Gabriel Chaillou Argentinië | 5:07.52 |

### Vrouwen
| Afstand:     | Goud:                        | Tijd    | Zilver:                  | Tijd    | Brons:                   | Tijd    |
| 5 kilometer  | Erica Rose Verenigde Staten  | 59.23   | Edith van Dijk Nederland | 1:00.58 | Peggy Büchse Duitsland   | 1:01.05 |
| 25 kilometer | Tobie Smith Verenigde Staten | 5:31.20 | Peggy Büchse Duitsland   | 5:32.19 | Edith van Dijk Nederland | 5:38.06 |

Zwemmen · Openwaterzwemmen · Schoonspringen · Synchroonzwemmen · Waterpolo
Perth 1991 · 
Rome 1994 · 
Perth 1998 · 
Honolulu 2000 · 
Fukuoka 2001 · 
Sharm el-Sheikh 2002 · 
Barcelona 2003 · 
Dubai 2004 · 
Montréal 2005 · 
Napels 2006 · 
Melbourne 2007 · 
Sevilla 2008 · 
Rome 2009 · 
Roberval 2010 · 
Shanghai 2011 · 
Barcelona 2013 · 
Kazan 2015 · 
Boedapest 2017 · 
Gwangju 2019 · 
Boedapest 2022 · 
Fukuoka 2023 · 
Doha 2024